# Seinfeld (sezonul 1)
Seinfeld este un sitcom american, creat de Larry David și Jerry Seinfeld (care, în plus, joacă rolul principal).  Episodul pilot al serialului a fost transmis în 5 iulie 1989, serialul propriu-zis debutând în mai 1990.  Deși n-a avut succes imediat, popularitatea sa a crescut cu timpul, încetul cu încetul.  În 1992 - 1993, în sezonul al IV-lea, s-a aflat pentru prima dată în topul 25 al serialelor după audiență, pentru ca în sezonul 1994 - 1995 să ajungă pe locul întâi.  Când ultimul episod al serialului a fost transmis pe 14 martie 1998, a fost vizionat de 76 milioane de telespectatori. 

## Episoade
| № | # | Titlul                    | Regia        | Scenariul                    | Premiera      | Cod de producție | Audiență |
| - | - | ------------------------- | ------------ | ---------------------------- | ------------- | ---------------- | -------- |
| 1 | 1 | „The Seinfeld Chronicles” | Art Wolff    | Larry David & Jerry Seinfeld | 5 iulie 1989  | 101              | 10.9/19  |
| 2 | 2 | „The Stake Out”           | Tom Cherones | Larry David & Jerry Seinfeld | 31 mai 1990   | 103              | 16.2/24  |
| 3 | 3 | „The Robbery”             | Tom Cherones | Matt Goldman                 | 7 iunie 1990  | 104              | 13.6/24  |
| 4 | 4 | „Male Unbonding”          | Tom Cherones | Larry David & Jerry Seinfeld | 14 iunie 1990 | 102              | 13.6/24  |
| 5 | 5 | „The Stock Tip”           | Tom Cherones | Larry David & Jerry Seinfeld | 21 iunie 1990 | 105              | 13.5/24  |